# Un stupéfiant Noël !
Pour plus de détails, voir Fiche technique et Distribution.
Un stupéfiant Noël ! est un film de Noël français réalisé par Arthur Sanigou, sorti en 2023 sur Amazon Prime Video.

## Synopsis
Un agent de police trop absent de son rôle de père de famille se voit échanger son corps et sa vie avec le personnage principal d'une série télévisée américaine de Noël. Par l'intermédiaire d'une montre talkie-walkie , les deux personnages arriveront à communiquer et s'entre aider à travers leurs vies.

## Fiche technique
- Réalisation : Arthur Sanigou
- Scénaristes : Arthur Sanigou et Pierre Dudan
- Musique : Matthieu Gonet
- Monteur : Antoine Vareille
- Costumes : Amandine Cros
- Société(s) de production: Amazon MGM Studios, Baf Prod
- Directeur de la photographie : Vincent Gallot
- Date de sortie : 8 décembre 2023 sur Amazon Prime Video

## Distribution
- Éric Judor : Richard Silestone
- Matthias Quiviger : Greg
- Lison Daniel : Ellen Silestone
- Alex Lutz : Dick Nicecocks
- Paul Deby : Lucas
- Jonas Dinal : Hedi
- Kim Higelin : Meghan
- Théodore Le Blanc : Scottie
- Catherine Hosmalin : Laila
- François Vincentelli : Armando
- Jean-Yves Tual : Georges
- Monsieur Poulpe : Burk
- Nicky Marbot : Franck
- Bruno Sanches : René / Cacahuète
- Guy Lecluyse : Père Noël
- Hafid Benamar : Brahim
- Philippe Lacheau : assistant Père Noël
- Laura Felpin : la présentatrice